# Orson Welles et Moi
Pour plus de détails, voir Fiche technique et Distribution.
Orson Welles et Moi (Me and Orson Welles) est un film de Richard Linklater sorti en 2009, mettant en vedette Zac Efron et Claire Danes. Le film est basé sur le livre de Robert Kaplow qui porte le même titre.

## Synopsis
En 1937, Richard Samuels un étudiant (Zac Efron) découvrira en marchant dans les rues de New York le Mercury Theatre, un théâtre qui ouvrira bientôt ses portes, et fera la connaissance de son fondateur, un certain Orson Welles. Il obtiendra alors un petit rôle dans la pièce Julius Caesar qui propulsera Orson Welles vers la célébrité.

## Fiche technique
- Titre : Me and Orson Welles
- Réalisation : Richard Linklater
- Scénario : Holly Gent Palmo et Vincent Palmo Jr, d’après l’œuvre éponyme de Robert Kaplow
- Montage : Sandra Adair
- Musique : Jools Holland
- Pays d’origine : Royaume-Uni
- Langue : anglais
- Date de sortie : 2009

## Distribution

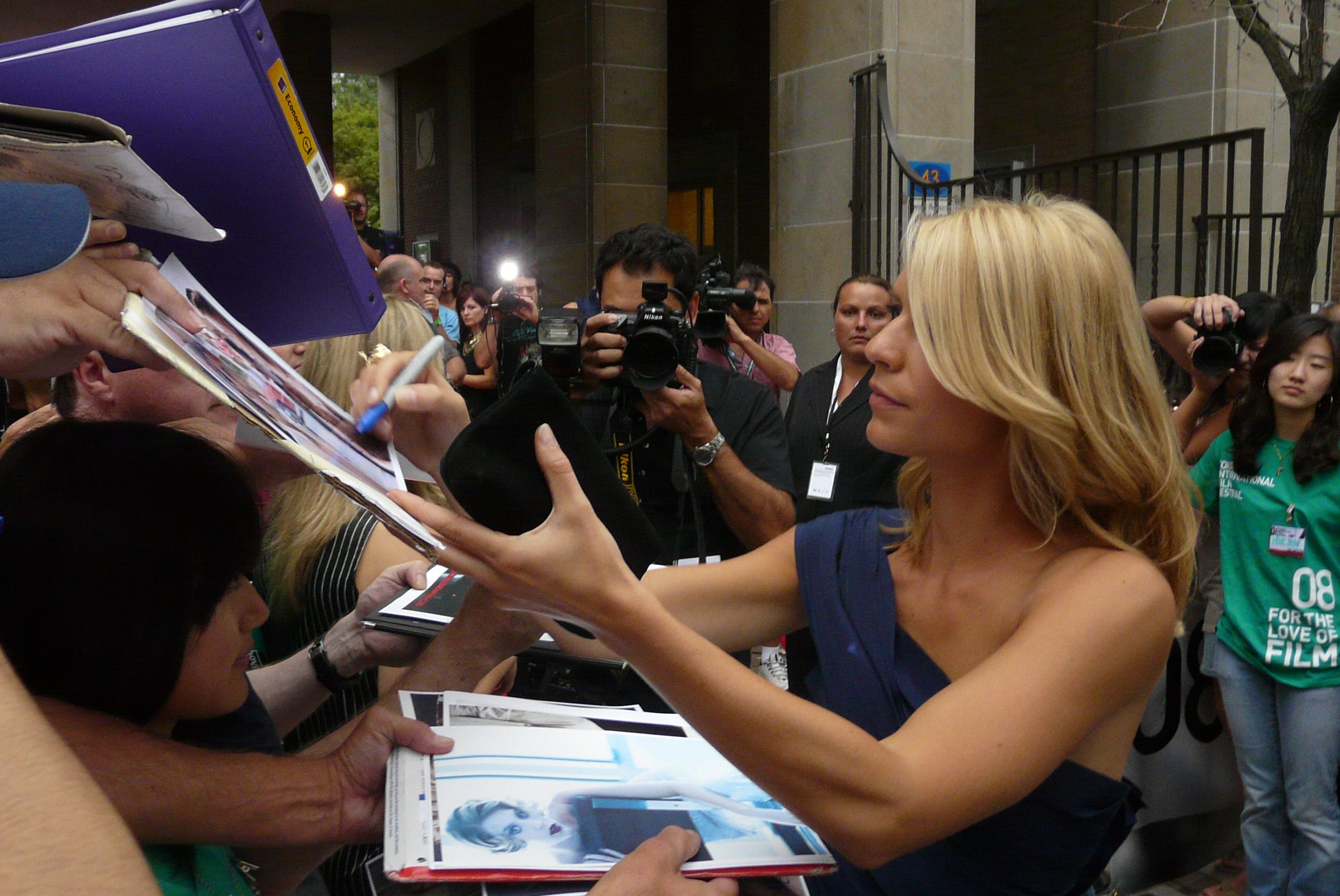
L'actrice principale Claire Danes à la première du film au Festival de Toronto 2008.

- Zac Efron : Richard Samuels
- Christian McKay : Orson Welles
- Claire Danes : Sonja Jones
- Ben Chaplin : George Coulouris
- James Tupper : Joseph Cotten
- Eddie Marsan : John Houseman
- Leo Bill : Norman Lloyd
- Kelly Reilly : Muriel Brassler
- Zoe Kazan : Gretta Adler
- Rhodri Orders : Stefan Schnabel
- Garrick Hagon : Dr Mewling

## Production
Holly Gent Palmo et Vincent Palmo ont écrit le scénario à partir du livre de Robert Kaplow. Après qu'il a obtenu un financement de cinemaXN une société de production soutenue par le Isle Of Man film fund, et une offre de Framestore caractéristique de cofinancer le film; Richard Linklater a pu commencer le film. Zac Efron a signé au début de janvier 2008 en disant « j'ai décidé de prendre le rôle de Richard Samuels parce que c'est un projet différent que je n'ai jamais fait auparavant ». Le film a été tourné dans l'Île de Man, au Pinewood studio, à Londres et New York de février à avril 2008. Le tournage a commencé à Londres à la mi-février. D'autres lieux du tournage : Gaiety theatre et diverses autres parties de Douglas. Au cours du tournage à Douglas, Zac Efron et Claire Danes ont cru apercevoir un fantôme en dehors du théâtre.